# Dlouhá Loučka (okres Olomouc)
Dlouhá Loučka (Duits: Langendorf) is een Tsjechische gemeente in de regio Olomouc, en maakt deel uit van het district Olomouc. Dlouhá Loučka telt 1816 inwoners.

## Geschiedenis
- 1301 – Eerste schriftelijke vermelding van de gemeente.[1]

## Aanliggende gemeenten
| Aangrenzende gemeenten | Aangrenzende gemeenten | Aangrenzende gemeenten                                   | Aangrenzende gemeenten | Aangrenzende gemeenten    |
| ---------------------- | ---------------------- | -------------------------------------------------------- | ---------------------- | ------------------------- |
|                        |                        | Tvrdkov (Moravië-Silezië), Horní Město (Moravië-Silezië) |                        | Jiříkov (Moravië-Silezië) |
|                        |                        |                                                          |                        |                           |
| Šumvald                |                        |                                                          |                        |                           |
|                        |                        |                                                          |                        |                           |
| Uničov                 |                        | Újezd                                                    |                        | Paseka                    |

Babice · Bělkovice-Lašťany · Bílá Lhota · Bílsko · Blatec · Bohuňovice · Bouzov · Bukovany · Bystročice · Bystrovany · Červenka · Charváty · Cholina · Daskabát · Dlouhá Loučka · Dolany · Doloplazy · Domašov nad Bystřicí · Domašov u Šternberka · Drahanovice · Dub nad Moravou · Dubčany · Grygov · Haňovice · Hlásnice · Hlubočky · Hlušovice · Hněvotín · Hnojice · Horka nad Moravou · Horní Loděnice · Hraničné Petrovice · Huzová · Jívová · Komárov · Kozlov · Kožušany-Tážaly · Krčmaň · Křelov-Břuchotín · Liboš · Lipina · Lipinka · Litovel · Loučany · Loučka · Luběnice · Luká · Lutín · Lužice · Majetín · Medlov ·
Měrotín · Město Libavá · Mladeč · Mladějovice · Moravský Beroun · Mrsklesy · Mutkov · Náklo · Náměšť na Hané · Norberčany · Nová Hradečná · Olbramice · Olomouc · Paseka · Pňovice · Přáslavice · Příkazy · Řídeč · Samotišky · Senice na Hané · Senička · Skrbeň · Slatinice · Slavětín · Štarnov · Štěpánov · Šternberk · Strukov · Střeň · Suchonice · Šumvald · Svésedlice · Těšetice · Tovéř · Troubelice · Tršice · Újezd · Uničov · Ústín · Velká Bystřice · Velký Týnec · Velký Újezd · Věrovany · Vilémov · Vojenský újezd Libavá · Želechovice · Žerotín